# Àcid iòdic

Estructura

L'àcid iòdic, amb la fórmula química HIO₃, és un àcid en forma de sòlid blanc. Es dissol molt bé en l'aigua, però també existeix en estat pur. L'àcid iòdic conté iode en el seu estat d'oxidació +5 i és un dels oxoàcids més estables entre els halògens en estat pur. Quan s'escalfa curosament l'àcid iòdic es deshidrata a pentaòxid de iodur. Amb escalfament posterior es descompon el pentaòxid de iodur donant lloc a una mescla de iode, oxigen i òxids inferiors de iode.

## Preparació
L'àcid iódic es pot preparar oxidant I₂ amb oxidants forts com àcid nítric HNO
3, Clor Cl
2, àcid clòric HClO
3 o peròxid d'hidrogen H
2O
2, per exemple:
I
2 + 6 H
2O + 5 Cl
2  2 HIO
3 + 10 HCl.

## Propietats
L'àcid iòdic és un àcid relativament fort amb una constant de dissociació pKa de 0,75. És un oxidant fort en dissolució aquosa però menys en solució bàsica. .

## Usos
Es fa servir àcid iòdic com àcid fort en la química analítica.

## Ús en la indústria de la sal comuna
Es pot usar àcid iòdic per sintetitzar iodat de sodi o iodat de potassi per tal d'incrementar el contingut de iode de la sal comuna